# Naruto: Rise of a Ninja
Naruto: Rise of a Ninja (littéralement Naruto : l'Ascension d'un ninja) est un jeu vidéo d'action-aventure développé et édité par Ubisoft, sorti en 2007 sur Xbox 360. Le jeu reprend les 80 premiers épisodes de la série, c'est-à-dire de l'académie jusqu'à la bataille de Naruto contre Gaara inclus, et permet de parcourir la ville de Konoha. Il a pour suite Naruto: The Broken Bond.

## Personnages jouables
- Naruto Uzumaki
- Neji Hyûga
- Kakashi Hatake
- Sasuke Uchiwa
- Sakura Haruno
- Kiba Inuzuka
- Zabuza Momochi
- Orochimaru
- Gaara
- Rock Lee
- Haku